# Psycho World
Psycho World (Japans: サイキック・ワールド), ook wel Psychic World, is een Japans computerspel. Het spel werd in 1988 ontwikkeld door Hertz voor de MSX en in 1991 door SEGA voor de Sega Master System en de Game Gear. Het genre van het computerspel is een platform en actie.
Het spel speelt af in een afgelegen laboratorium ergens in de 20e eeuw waarbij Dr. Knavik en zijn assistentes Cecile en Lucia het gebruik van Buitenzintuiglijke waarneming (ESP) bestuderen. Op een dag knalt het lab uit elkaar en is de assistente Cecile verdwenen. Het doel van het spel is Cecile te redden. De speler kan zijn wapens upgraden door items te verzamelen en nieuwe wapens bemachtigen door tussenbazen en eindbazen ter verslaan. Het spel is singleplayer en het spel wijkt op verschillende platformen af. Zo is bijvoorbeeld het aantal velden niet gelijk. Op de MSX heeft het spel zes velden, op de Sega Master System vijf en op de Game Gear slechts vier.

## Ontvangst
| Beoordeeld door  | Platform           | Jaar | Score |
| ---------------- | ------------------ | ---- | ----- |
| Joystick (Frans) | Game Gear          | 1991 | 83%   |
| Power Play       | SEGA Master System | 1991 | 69%   |
| Video Games      | SEGA Master System | 1991 | 69%   |
| Power Play       | Game Gear          | 1991 | 60%   |
| VideoGame        | Game Gear          | 1991 | 60%   |
| Portable Review  | Game Gear          | 2007 | 38%   |